# 美観地区
美観地区（びかんちく）は、「市街地の美観を維持するために定める地区」である（都市計画法第9条）。平成16年の景観法策定に伴い、美観地区は景観地区に代えられ廃止された。
地方自治体が指定できる地域地区のひとつで、調和均整のとれた建築美を保っている地区において、その美観を守るために、建築物の配置、構造などが、建築制限などを行える地区。具体的には、建築物の色彩や、屋外広告を規制する地区であると言ってよい。
美観地区が定められると、この美観地区内では、地方自治体の条例によって、建築物の構造や設備を規制することが可能となる。ただし美観地区が定められていても、その美観地区内での条例はまだ制定されていないというケースが多い。
なお美観地区に指定された初例は東京都千代田区の中心にある皇居周辺一帯であり、昭和8年（1933年）に指定された。その後、大阪市、伊勢市、沼津市、京都市、倉敷市の計6都市に指定された。
このうち、伊勢市、沼津市、京都市、倉敷市の美観地区は景観法に基づく景観地区に移行している。

## 関連
- 重要伝統的建造物群保存地区
- 観光都市
- 古都における歴史的風土の保存に関する特別措置法